# Bessemer Venture Partners
Bessemer Venture Partners (BVP) ist eine US-amerikanische Beteiligungsgesellschaft mit Sitz in Menlo Park, Kalifornien. Sie verwaltet nach eigenen Angaben ein Vermögen (assets under management) von 4,5 Mrd. US-Dollar. Im Ranking PEI 300 von Private Equity International, das nach dem jeweils in den letzten fünf Jahren neu eingeworbenen Kapital der Private-Equity-Gesellschaften gewichtet ist, wurde Bessemer Venture Partners für das Jahr 2018 auf Rang 201 geführt.
Bessemer Venture Partners gilt als eine der ältesten Venture-Capital-Gesellschaften der USA. Sie wurde 1911 von Henry Phipps als Family-Office gegründet, nachdem er seinen Anteil an Carnegie Steel verkauft hatte.
Bis 2019 hatte BVP in über 120 angehende Börsengänge investiert, darunter Periscope, Twitch, Skybox Imaging, Pinterest, Shopify, Yelp, LinkedIn, Skype, LifeLock, Twilio, Blue Apron, Snapdeal, Fuze, PagerDuty, SendGrid, DocuSign, Wix.com, Box, Mindbody, und VeriSign.